# Zimnij večer v Gagrach
Zimnij večer v Gagrach (Зимний вечер в Гаграх) è un film del 1985 diretto da Karen Georgievič Šachnazarov.

## Trama
Il film racconta la famosa ballerina di tip tap, che ora vive una vita modesta e lavora come insegnante di danza. Ma tutto cambia quando incontra un giovane con una gamba rotta.